# Élections régionales de 1990 en Thuringe
Les élections régionales de 1990 en Thuringe (en allemand : Landtagswahl in Thüringen 1990) se tiennent le 14 octobre 1990, afin d'élire les 88 députés de la 1re législature du Landtag, pour un mandat de quatre ans. En vertu de la loi électorale, 89 députés sont finalement élus.
Le scrutin est marqué par la victoire de la CDU, qui rate la majorité absolue d'un seul siège. Josef Duchač est investi ministre-président à la tête d'une « coalition noire-jaune ».

## Contexte
La Thuringe est rétablie comme Land de la République démocratique allemande (RDA) le 3 octobre 1990, à la suite du vote d'une loi le 22 juillet précédent par la Chambre du peuple. Le gouvernement est-allemand avait nommé le 1er octobre Josef Duchač, chef de file électoral de la CDU et préfet du district d'Erfurt, aux fonctions de représentant du Land (en allemand : Landesbevollmächtigter).
Le SPD avait lui choisir d'investir Friedhelm Farthmann, président du groupe parlementaire au Landtag de Rhénanie-du-Nord-Westphalie et ancien ministre du Travail de ce Land. Avec Klaus Klingner en Mecklembourg-Poméranie-Occidentale et Anke Fuchs en Saxe, il est ainsi le troisième chef de file électoral du SPD issu d'Allemagne de l'Ouest.
À sa gauche le PDS — issu de l'ancien parti unique de la RDA (SED) — est emmené par Klaus Höpcke, ancien vice-ministre de la Culture et directeur de la HVA, administration chargée entre autres de la censure littéraire.

## Mode de scrutin
Le Landtag est constitué de 88 députés (en allemand : Mitglied des Landtags, MdL), élus pour une législature de quatre ans au suffrage universel direct et suivant le scrutin proportionnel de Hare.
Chaque électeur dispose de deux voix : la première (en allemand : Wahlkreisstimme) lui permet de voter pour un candidat de sa circonscription selon les modalités du scrutin uninominal majoritaire à un tour, le Land comptant un total de 44 circonscriptions ; la seconde voix (en allemand : Landesstimme) lui permet de voter en faveur d'une liste de candidats présentée par un parti au niveau du Land.
Lors du dépouillement, l'intégralité des 88 sièges est répartie à la proportionnelle sur la base des secondes voix uniquement, à condition qu'un parti ait remporté 5 % des voix au niveau du Land. Si un parti a remporté des mandats au scrutin uninominal, ses sièges sont d'abord pourvus par ceux-ci.
Dans le cas où un parti obtient plus de mandats au scrutin uninominal que la proportionnelle ne lui en attribue, la taille du Landtag est augmentée afin de rétablir la proportionnalité.

## Campagne

### Principaux partis
| Parti | Parti                                                                                     | Chef de file        |
| ----- | ----------------------------------------------------------------------------------------- | ------------------- |
|       | Union chrétienne-démocrate d'Allemagne Christlich Demokratische Union Deutschlands        | Josef Duchač        |
|       | Parti libéral-démocrate Freie Demokratische Partei                                        | Hartmut Sieckmann   |
|       | Nouveau Forum - Les Verts - Démocratie maintenant Neues Forum/Die Grünen/Demokratie Jetzt | Siegfried Geißler   |
|       | Parti du socialisme démocratique Partei des Demokratischen Sozialismus                    | Klaus Höpcke        |
|       | Parti social-démocrate d'Allemagne Sozialdemokratische Partei Deutschlands                | Friedhelm Farthmann |

## Résultats

### Voix et sièges
|                                   | Union chrétienne-démocrate d'Allemagne (CDU)                    | Union chrétienne-démocrate d'Allemagne (CDU)                    | 629 889   | 45,26 | 44        | 637 055   | 45,40 | 0  | 44 |  |  |  |  |  |
|                                   | Parti social-démocrate d'Allemagne (SPD)                        | Parti social-démocrate d'Allemagne (SPD)                        | 292 793   | 21,04 | 0         | 319 376   | 22,76 | 21 | 21 |  |  |  |  |  |
|                                   | Parti du socialisme démocratique (PDS)                          | Parti du socialisme démocratique (PDS)                          | 137 880   | 9,91  | 0         | 136 464   | 9,72  | 9  | 9  |  |  |  |  |  |
|                                   | Parti libéral-démocrate (FDP)                                   | Parti libéral-démocrate (FDP)                                   | 126 442   | 9,09  | 0         | 130 035   | 9,27  | 9  | 9  |  |  |  |  |  |
|                                   | Nouveau Forum - Les Verts - Démocratie maintenant (NF/Grüne/DJ) | Nouveau Forum - Les Verts - Démocratie maintenant (NF/Grüne/DJ) | 117 810   | 8,47  | 0         | 100 428   | 7,16  | 6  | 6  |  |  |  |  |  |
|                                   | Union sociale allemande (DSU)                                   | Union sociale allemande (DSU)                                   | 67 064    | 4,82  | 0         | 45 979    | 3,28  | 0  | 0  |  |  |  |  |  |
|                                   | Les Républicains (REP)                                          | Les Républicains (REP)                                          | 1 217     | 0,09  | 0         | 11 712    | 0,83  | 0  | 0  |  |  |  |  |  |
|                                   | Autres                                                          | Autres                                                          | 18 622    | 1,34  | 0         | 22 309    | 1,59  | 0  | 0  |  |  |  |  |  |
|                                   |                                                                 |                                                                 |           |       |           |           |       |    |    |  |  |  |  |  |
| Votes valides                     | Votes valides                                                   | Votes valides                                                   | 1 391 717 | 96,57 |           | 1 403 354 | 97,38 |    |    |  |  |  |  |  |
| Votes blancs et nuls              | Votes blancs et nuls                                            | Votes blancs et nuls                                            | 49 453    | 3,43  | 37 816    | 2,62      |       |    |    |  |  |  |  |  |
| Total                             | Total                                                           | Total                                                           | 1 441 170 | 100   | 44        | 1 441 170 | 100   | 45 | 89 |  |  |  |  |  |
| Abstentions                       | Abstentions                                                     | Abstentions                                                     | 569 225   | 28,31 |           | 569 225   | 28,31 |    |    |  |  |  |  |  |
| Nombre d'inscrits / participation | Nombre d'inscrits / participation                               | Nombre d'inscrits / participation                               | 2 010 395 | 71,69 | 2 010 395 | 71,69     |       |    |    |  |  |  |  |  |